# Lista de atletas com medalhas olímpicas em diferentes esportes
Esta é uma lista de atletas com medalhas olímpicas em diferentes esportes/deportes/modalidades esportivas.

## Com Medalhas tanto nosJogos de Verãoquanto nosJogos de Inverno
- Fonte:[1]

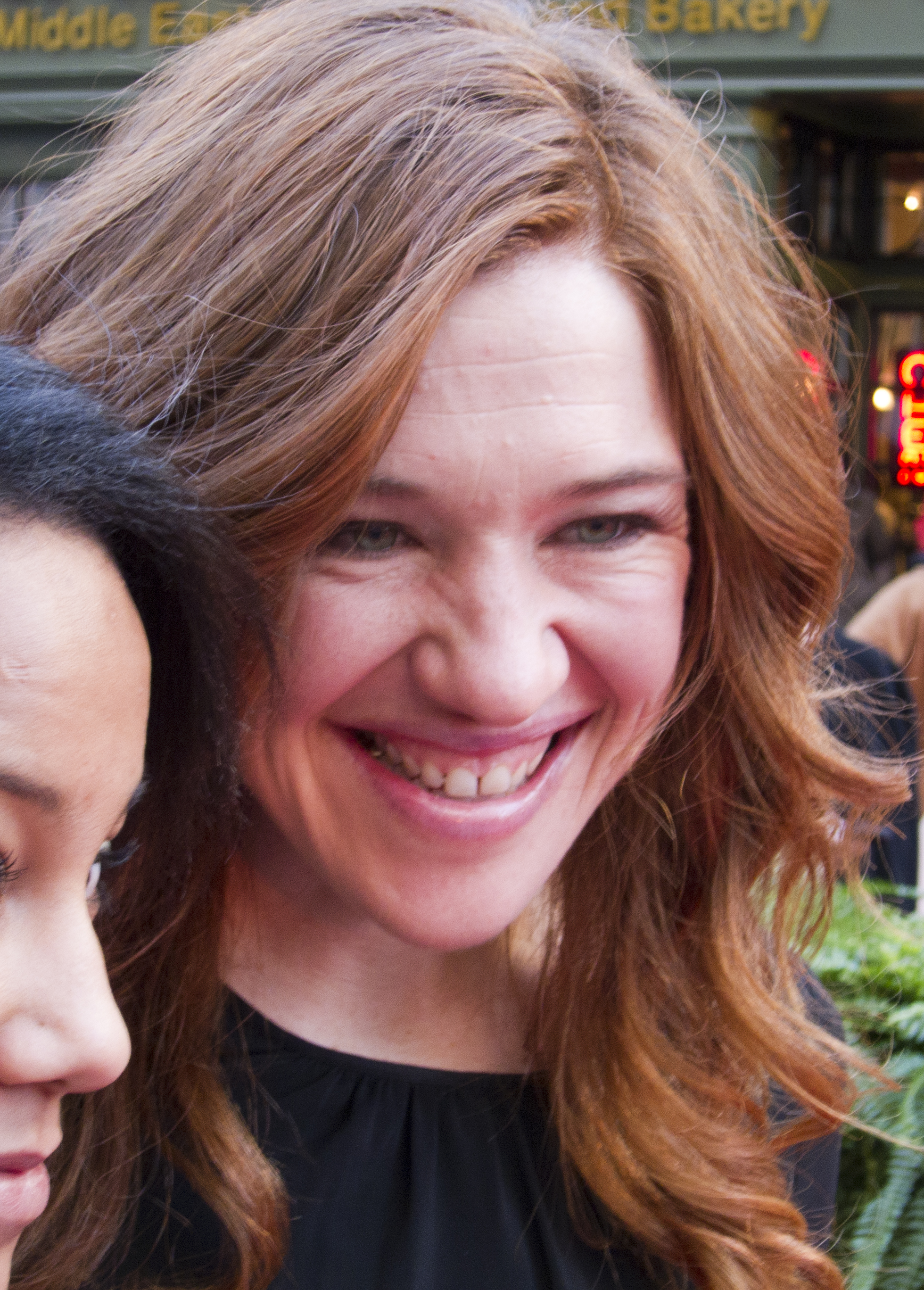
Clara Hughes, a atleta que mais ganhou medalhas olímpicas tendo ganho medalha tanto nas Olimpíadas de Verão quanto nas de Inverno.

- Eddie Eagan (boxe e bobsleigh)
- Clara Hughes (ciclismo e patinação de velocidade)
- Christa Luding (ciclismo e patinação de velocidade)
- Jacob Tullin Thams (salto de esqui and vela)
- Lauryn Williams (atletismo e bobsleigh)[2]
- Eddy Alvarez (Baseball e Patinação de velocidade em pista curta - Revezamento 5000 m masculino)

## Com Medalhas apenas nosJogos de Verão

### Voleibol Indoor e Voleibol de Praia
- Karch Kiraly

### Natação e Polo Aquático

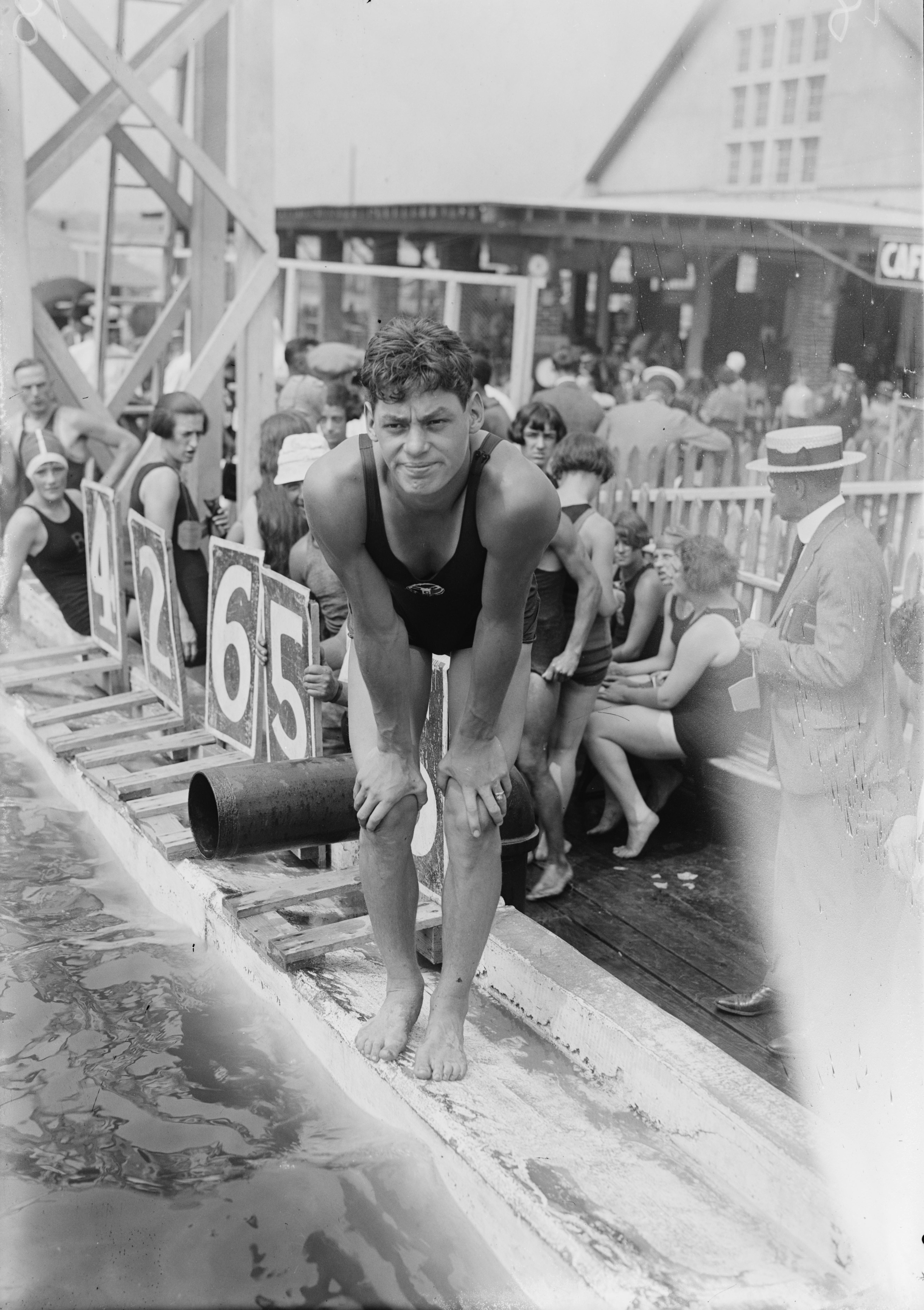
Johnny Weissmuller.

- Johnny Weissmuller
- Paulo Radmilovic
- Tim Shaw
- Gérard Blitz

### EmCompetições Artísticase em Eventos Desportivos
- Walter W. Winans (escultura e tiro)
- Alfréd Hajós (arquitetura e natação)

### EmGinásticae em algum outro
- Carl Schuhmann (ginástica e wrestling)
- Magnus Wegelius (ginástica e tiro esportivo)
- Veli Nieminen (ginástica e tiro esportivo)
- Daniel Norling (ginástica e hipismo)
- Fritz Hofmann (ginástica e atletismo)
- Oswald Holmberg (ginástica e cabo de guerra)

### Outros

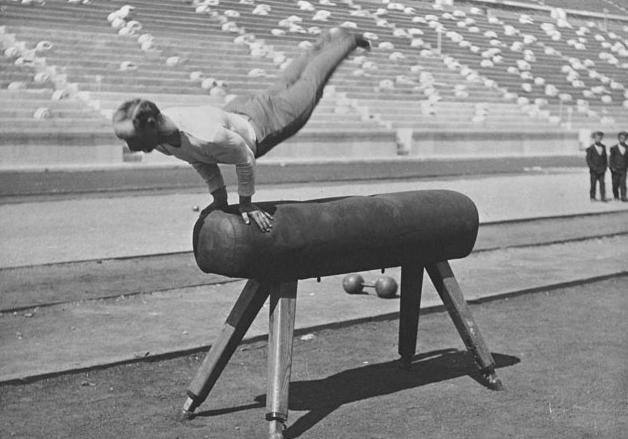
Carl Schuhmann.

- Morris Kirksey (atletismo e rugby)
- Edwin Flack (atletismo e tennis)
- Otto Herschmann (natação e esgrima)
- Rebecca Romero (ciclismo e remo)
- Roswitha Krause (natação e handball)
- Conn Findlay (remo e vela)
- Gustaf Dyrssen (pentatlo moderno e esgrima)

## Com Medalhas apenas nosJogos de Inverno

### SnowboardeEsqui Alpino
- Ester Ledecká[3]

### Esqui cross-countryeCombinado nórdico
- Thorleif Haug
- Johan Grøttumsbråten
- Thoralf Strømstad
- Oddbjorn Hagen
- Heikki Hasu

### Outros
- Anfisa Reztsova (biathlon e Esqui cross-country)
- Susi-Lisa Erdmann (luge e bobsleigh)
- Gerda Weissensteiner (luge e bobsleigh)
- Eric Flaim (Patinação de velocidade de pista curta e Patinação de velocidade)
- Jorien ter Mors (Patinação de velocidade de pista curta e Patinação de velocidade)

## Curiosidades

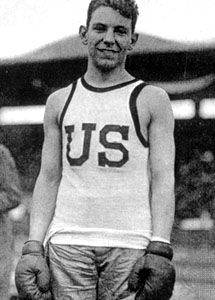
Eddie Eagan, único atleta a ganhar medalhas de ouro tanto nos Jogos Olímpicos de Verão quanto nos Jogos Olímpicos de Inverno, em eventos diferentes.

- Eddie Eagan é a única pessoa a ganhar medalhas de ouro tanto nos Jogos Olímpicos de Verão quanto nos Jogos Olímpicos de Inverno, em eventos diferentes.[4][5]
- O estadunidense Walter W. Winans é o único a conquistar a medalha de ouro em Competições Artísticas e em Eventos Desportivos.
- Karch Kiraly é o único voleibolista a ter ganho a medalha de ouro olímpica na variante indoor (quadra) e na variante de praia
- Paulo Radmilovic, Morris Kirksey, e Carl Schuhmann são os únicos atletas a ganhar medalhas de ouro em diferentes modalidades desportivas dos Jogos Olímpicos de Verão.
- Anfisa Reztsova, Johan Grøttumsbråten, e Thorleif Haug são os únicos atletas a ganhar medalhas de ouro em diferentes modalidades desportivas dos Jogos Olímpicos de Inverno.
- Em 2018, a tcheca Ester Ledecká tornou-se a primeira mulher a ser campeã olímpica em dois esportes diferentes numa mesma edição de Jogos Olímpicos de Inverno.[3]
- Ester Ledecká tornou-se também a primeira pessoa (homem ou mulher) a conquistar a medalha de ouro numa mesma edição dos Jogos Olímpicos de Inverno usando equipamentos diferentes (esquis e snowboard).

## Ver Também
- Jogos Olímpicos
- Lista de atletas que ganharam medalhas tanto nas olimpíadas de verão quanto nas de inverno
- Lista de atletas com mais presenças nos Jogos Olímpicos

## Ligações Externas
- Database olímpico no SportsReference.com